# Agostino Tesauro

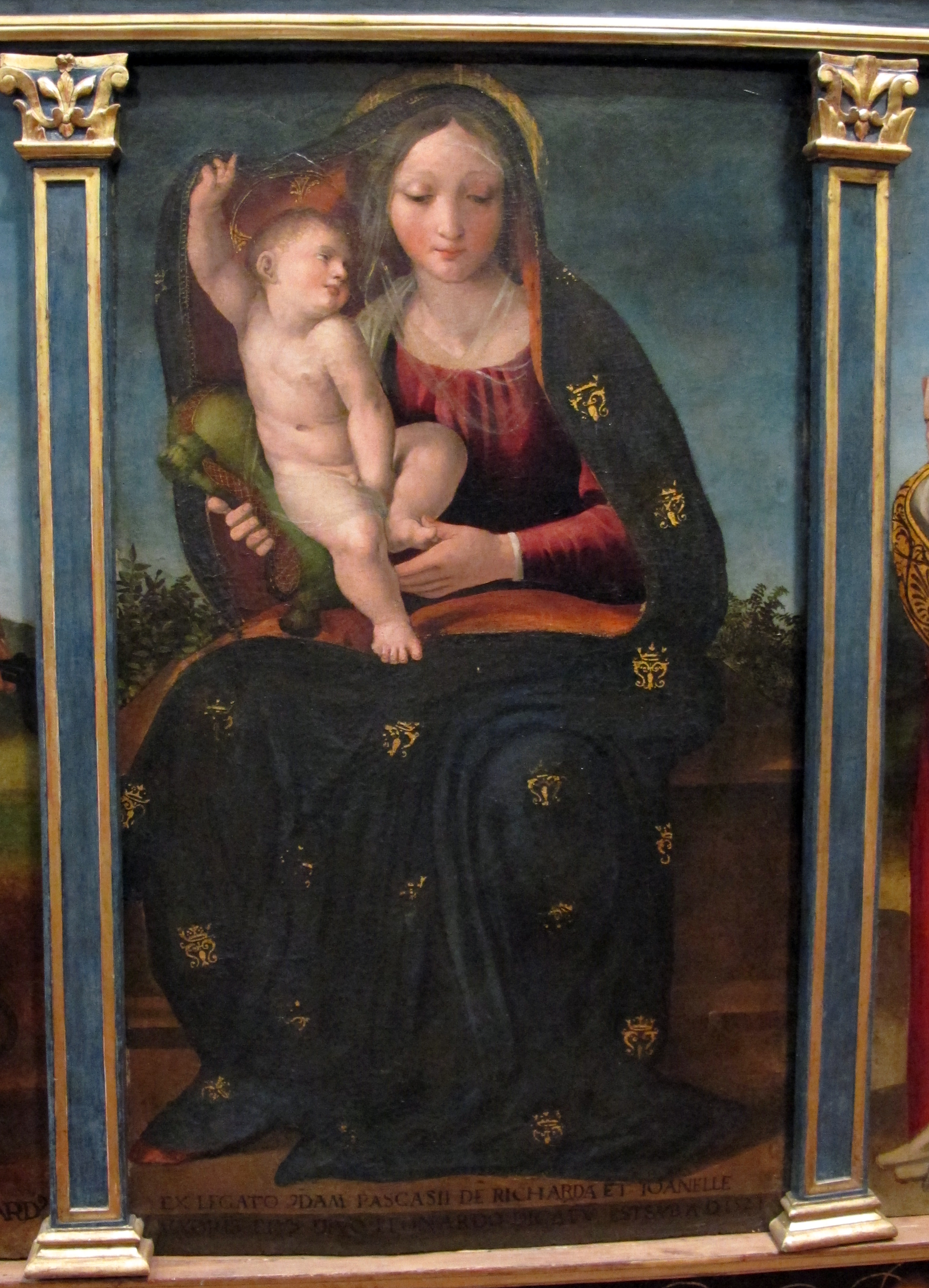
La Virgen con el Niño, tabla central de un retablo fechado en 1521 con el Calvario, la Última Cena y santos. Nápoles, Galleria Napoletana, Museo di Capodimonte.

Agostino Tesauro, pintor italiano, activo en Nápoles en la primera mitad del cinquecento.
La primera noticia documental, del 9 de enero de 1501, se relaciona con un contrato para la pintura de un cuadro de altar con destino a la iglesia de San Gregorio Armeno, lo que ha de suponer que para entonces fuese ya un pintor asentado en Nápoles, originario, según el mismo documento, de Giffoni en Salerno.
De hacia 1511 son los frescos de la bóveda del coro de la iglesia de San Francesco en Éboli, en mal estado de conservación, con grutescos al estilo de Pinturicchio y figuras de profetas de acentuada fisonomía, en cierto modo leonardesca, que debió de aprender del español Pedro Fernández y sus frescos, poco anteriores, de la bóveda de la capilla Carafa di Ruvo en la basílica de San Domenico Maggiore (Nápoles).
En diciembre de 1517 contrató el retablo para la capilla de S. Maria della Peschiera en San Cesareo (Cava de' Tirreni), con la Virgen de la Gracia entre san Andrés y santa Lucía e historias de la pasión de Cristo en la predela. En él se advierte una evolución en su estilo hacia formas más fluidas y naturales en lo que es determinante la llegada a Nápoles de la Virgen del pez, óleo de Rafael ahora en el Museo del Prado, y de Pedro Machuca, que había trabajado para Rafael en los frescos de las logias vaticanas, cuya Virgen del sufragio (1517, Museo del Prado), simplificada, proporcionó el modelo. Aquí y en los inmediatos frescos con historias de san Apreno para la capilla Tocco de la catedral de Nápoles, se advierte la tensión entre las novedades que representa el estilo cinquecentesco y la pervivencia en su pintura de elementos procedentes del Quattrocento, como los fondos dorados o las anatomías musculares a la manera de Luca Signorelli en figuras deudoras en su gigantismo de Miguel Ángel. El estilo maduro de estos frescos es también el del retablo de Capodimonte, fechado en 1521, con la Crucifixión en el cuerpo superior entre santas Vénera y Apolonia, la Virgen con el Niño en el central, flanqueada por santos Leonardo y Donato, y la Última Cena en la predela. 
La llegada a Nápoles de Polidoro da Caravaggio huyendo del Saco de Roma por las tropas imperiales en mayo de 1527, repercutió en los últimos trabajos conocidos de Tesauro (tríptico con la Adoración de los Magos entre Juan el Bautista y la Magdalena del museo Capodimonte), acentuando su dramatismo. Nada de su trabajo posterior a esas fechas se conoce, aunque según la documentación conservada siguió activo hasta 1546.